# Segunda batalla de Mogadiscio
La segunda batalla de Mogadiscio fue una batalla desarrollada en el año 2006 por el control de la ciudad de Mogadiscio, la capital de Somalia. Las fuerzas en lucha eran la Alianza para la Restauración de la Paz y contra el Terrorismo (ARPCT) por una parte, y la milicia leal a la Unión de Cortes Islámicas (UCI) por otra. 
El conflicto comenzó a mediados de febrero de 2006, cuando los señores de la guerra somalíes formaron la Alianza para la Restauración de la Paz y Contra el Terrorismo debido al desafío que suponía la emergente influencia de la Unión de Cortes Islámicas. Se ha alegado que Estados Unidos proporcionó financiación a la ARPCT debido a las preocupaciones de que la Unión de Cortes Islámicas tuviesen lazos con Al-Qaeda.

## Acontecimientos
La reanudación exacta de las hostilidades se desconoce. El 24 de marzo de 2006, la cadena de televisión BBC informaba de “los choques más serios desde hace una década”, con casi 70 muertos.
En mayo de 2006, los combates se intensifican entre los señores de la guerra y la milicia leales a la Unión de Cortes Islámicas que controlaba alrededor del 80% de la ciudad. El 4 de junio de 2006 la UCI tomó la localidad de Balad, a unos 48 kilómetros al norte de la capital. Balad había estado antes bajo el control de las fuerzas leales a Musa Sudi Yalahow. Hasta el 5 de junio, al menos 350 personas murieron, la mayoría civiles.
El 5 de junio de 2006, el primer ministro somalí Ali Mohamed Gedi expulsó del gobierno a cuatro de sus ministro (quiénes eran también líderes de clanes) cuyos ejércitos privados estuvieron implicados en la lucha. De acuerdo con el portavoz del gobierno Abdirahman Nur Mohamed Dinari fueron el ministro de Comercio Musa Sudi Yalahow, el ministro para la Rehabilitación de la Milicia, Botan Ise Alin y el de Asuntos Religiosos, Omar Muhamoud Finís. El portavoz también invitó a las Cortes Islámicas a iniciar negociaciones.
El 6 de junio de 2006, el jeque Sharif Ahmed, presidente de la Unión de Cortes Islámicas, informó a través de la radio que se había tomado la capital: “Ganamos la lucha contra el enemigo del Islam. Mogadiscio está bajo control de su gente.". El éxito de la Unión de Cortes Islámicas se ha atribuido a la capacidad del movimiento islámico de superar los intereses políticos de los clanes.
Después de la caída de Mogadiscio hubo dos zonas de influencia. El mayor clan, el Abgals, se asentaba en la parte norteña de la ciudad, con en torno a 3000 partidarios oponentes a la UCI. Por otra parte, había otra zona controlada por la Unión de Cortes Islámicas dirigida por Sharif Ahmed que afirmaba a una muchedumbre de 500 personas que “hasta que conseguimos el estado islámico, continuaremos con la lucha islámica en Somalia.”
Las restantes fuerzas de la ARPCT huyeron a Jowhar.
El 14 de junio de 2006, la UCI atacó a la ARPCT de Jowhar, tomando la ciudad. Ali Mohamed Gedi solicitó desde entonces la intervención de las fuerzas pacificadoras de Unión Africana, y estados vecinos como Kenia impusieron sanciones en los señores de la guerra que huyeron, impidiendo la entrada al país.

## El apoyo de Estados Unidos a la ARPCT
El 7 de junio de 2006 el periódico New York Times atestiguó que existía “un esfuerzo secreto de la CIA de financiar a los señores de la guerra somalíes que había provocado una aguda crítica de los oficiales del gobierno estadounidense, que opinaban que la campaña frustró los esfuerzos del contraterrorismo dentro de Somalia y que había acrecentado a los mismos grupos islámicos a los que se pensaba marginar”.
En 7 de junio de 2006, el presidente de Congo y de Unión Africana, Denis Sassou-Nguesso criticó a los Estados Unidos por su implicación en los combates en Mogadiscio tras su reunión con el presidente George W. Bush y la Secretaria del estado norteamericana Condoleezza Rice.